# سومقاییت
سومقاییت (لاتین: Sumqayıt) شهری صنعتی در منطقه شرق جمهوری آذربایجان و در کنار دریای خزر می‌باشد. این شهر ۳۱ کیلومتر از باکو، پایتخت جمهوری آذربایجان فاصله دارد و سومین شهر پرجمعیت کشور است.
سومقاییت در منطقه شبه جزیره آبشوران جای دارد.

## تاریخچه
شهر سومقایت در سال‌های ۱۹۳۷-۱۹۳۸ به عنوان یک مستعمره کیفری تأسیس شد و در اوایل دهه ۱۹۴۰ میزبان تعداد زیادی از اسیران جنگی آلمانی بود. در سال ۱۹۴۸-۱۹۴۹، این شهر به مرکز تولید صنعتی فلزات تصفیه‌شده و مواد شیمیایی تبدیل شد. در اوج فعالیت‌های خود، سومقایت یکی از منابع اصلی تولید مواد شیمیایی شوروی بود که شامل ۱۳ کارخانه فلزات سنگین و ۱۲ کارخانه شیمیایی می‌شد.
در دهه ۱۹۵۰، این شهر به سرعت رشد کرد و بیشتر جمعیت آن را افراد آواره از مناطق مختلف شوروی و کارجویان از سراسر آذربایجان تشکیل دادند. با آغاز دهه ۱۹۷۰ و ادامه درگیری‌های قره‌باغ، مهاجرت‌های گسترده‌ای از مناطق غربی جمهوری آذربایجان به این شهر انجام شد. تخمین زده می‌شود که امروزه حدود ۲۰-۳۰ درصد جمعیت سومقایت را افراد آواره تشکیل می‌دهند.
جمعیت سومقایت در سال ۱۹۸۹ حدود ۳۰۰,۰۰۰ نفر بود که با اضافه شدن آوارگان، این رقم به حدود ۴۰۰,۰۰۰ نفر رسیده است. باوجود تعطیلی بسیاری از کارخانه‌ها و کاهش اشتغال، شهر همچنان یک مرکز چندقومیتی و چندملیتی باقی مانده است.

## جامعه تالش سومقایت
تالش ها حدود ۲۰ درصد جمعیت سومقایت (تقریباً ۸۰,۰۰۰ نفر) را تشکیل می‌دهند.
مهاجرت عمده تالش‌ها به سومقایت بین سال‌های ۱۹۵۰ تا ۱۹۷۰ رخ داده است. از سال ۱۹۹۰ به بعد، تعداد کمی از تالش‌ها به این شهر مهاجرت کرده‌اند. تالش‌ های سومقایت در مناطق خاصی متمرکز نیستند و به‌صورت پراکنده در سراسر شهر زندگی می‌کنند.
نسل اول تالش‌ها در سومقایت افرادی بودند که در دهه ۱۹۵۰ و ۱۹۶۰ در سنین ۲۰ تا ۴۰ سالگی به شهر مهاجرت کردند. بیشتر آنان با همسران تالش ازدواج کرده‌اند.

## آب و هوا
| داده‌های اقلیم سومقاییت  | داده‌های اقلیم سومقاییت | داده‌های اقلیم سومقاییت | داده‌های اقلیم سومقاییت | داده‌های اقلیم سومقاییت | داده‌های اقلیم سومقاییت | داده‌های اقلیم سومقاییت | داده‌های اقلیم سومقاییت | داده‌های اقلیم سومقاییت | داده‌های اقلیم سومقاییت | داده‌های اقلیم سومقاییت | داده‌های اقلیم سومقاییت | داده‌های اقلیم سومقاییت | داده‌های اقلیم سومقاییت |
| ماه                     | ژانویه                 | فوریه                  | مارس                   | آوریل                  | مه                     | ژوئن                   | ژوئیه                  | اوت                    | سپتامبر                | اکتبر                  | نوامبر                 | دسامبر                 | سال                    |
| ----------------------- | ---------------------- | ---------------------- | ---------------------- | ---------------------- | ---------------------- | ---------------------- | ---------------------- | ---------------------- | ---------------------- | ---------------------- | ---------------------- | ---------------------- | ---------------------- |
| میانگین بیش‌ترین °C (°F) | ۶٫۷ (۴۴)               | ۶٫۳ (۴۳)               | ۹٫۸ (۵۰)               | ۱۷٫۰ (۶۳)              | ۲۲٫۵ (۷۳)              | ۲۷٫۶ (۸۲)              | ۳۰٫۷ (۸۷)              | ۳۲٫۰ (۹۰)              | ۲۶٫۰ (۷۹)              | ۱۹٫۵ (۶۷)              | ۱۵٫۹ (۶۱)              | ۹٫۳ (۴۹)               | ۱۸٫۶۱ (۶۵٫۷)           |
| میانگین کم‌ترین °C (°F)  | ۱٫۳ (۳۴)               | ۱٫۱ (۳۴)               | ۳٫۴ (۳۸)               | ۸٫۶ (۴۷)               | ۱۳٫۸ (۵۷)              | ۱۸٫۸ (۶۶)              | ۲۱٫۷ (۷۱)              | ۲۱٫۸ (۷۱)              | ۱۸٫۲ (۶۵)              | ۱۲٫۵ (۵۵)              | ۱۰٫۱ (۵۰)              | ۳٫۶ (۳۸)               | ۱۱٫۲۴ (۵۲٫۲)           |
| بارندگی میلی‌متر (اینچ)  | ۲۴ (۰٫۹۴)              | ۲۰ (۰٫۷۹)              | ۲۳ (۰٫۹۱)              | ۴۰ (۱٫۵۷)              | ۳۶ (۱٫۴۲)              | ۳۱ (۱٫۲۲)              | ۱۴ (۰٫۵۵)              | ۱۴ (۰٫۵۵)              | ۲۱ (۰٫۸۳)              | ۳۳ (۱٫۳)               | ۳۲ (۱٫۲۶)              | ۲۵ (۰٫۹۸)              | ۳۱۳ (۱۲٫۳۲)            |
| منبع: Climate-Data.org  |                        |                        |                        |                        |                        |                        |                        |                        |                        |                        |                        |                        |                        |